# Najaf
 Denne artikel omhandler byen, Najaf. Opslagsordet har også en anden betydning, se Najaf (provins).
Najaf (arabisk: النجف kaldes også An-Najaf eller Nejef) er en by i Irak og hovedstaden i provinsen Najaf. Najaf by blev grundlagt i år 791 og ligger omkring 160 km syd for Bagdad.
Byen har 724.700(2015) indbyggere og er en af de syv hellige byer i Shia-islam. Den er et centrum for shiamuslimernes politiske magt og huser den hellige moske Imam Ali-moskeen, der er opkaldt efter Imam Ali, stifteren af shia-islam. Najaf er derfor mål for mange pilgrimsrejser til landet.